# Olympus Camedia C-350 Zoom
L'Olympus Camedia C-350 Zoom est un appareil photographique numérique de type compact fabriqué par la société japonaise Olympus dans sa gamme Camedia.
|  |  |  |

Le C-350 Zoom est un appareil de forme ergonomique assurant une bonne prise de main, de dimensions réduites : 10,8 × 5,8 × 4 cm, d'une résolution de 3,2 Mégapixels et d'un zoom optique de 3,3.

Sa portée minimum de la mise au point est de 50 cm, ramenée à 20 cm en mode macro.

Son automatisme gère 4 modes Scène pré-programmés afin de faciliter les prises de vues (paysage, portrait, autoportrait et nocturne).

L’ajustement de l'exposition est possible dans une fourchette de ±2.0 par paliers de 0,5 EV.

La balance des blancs se fait de manière automatique, mais également semi-manuel avec 4 options pré-réglées (soleil, ciel couvert, lumière tungstène et tubes fluorescents).

Son flash incorporé a une portée effective de 0,2 à 3,4 m et dispose de la fonction atténuation des yeux rouges.

Son mode rafale permet de prendre jusqu'à 1,5 image par seconde.

L'appareil reconnaît le protocole EXIF 2.2, qui permet de meilleurs tirage avec les imprimantes compatibles.

## Caractéristiques
- Capteur CCD taille 1/2,5 pouce - 3,3 millions de pixels, effective : 3,2 millions de pixels
- Zoom optique: 3x, numérique : 3,3×
- Distance focale équivalence 35 mm : 35-105 mm
- Ouverture de l'objectif : F/3,1-F/5,2
- Vitesse d'obturation : 2 à 1/1000 seconde
- Sensibilité : Auto de ISO 64 à ISO 400
- Stockage : xD-Picture Card - Pas de mémoire interne
- Définition image maxi : 2048×1536 au format JPEG
- Autres définitions : 1024×768 et 640×480 au format JPEG
- Définitions vidéo : 160×120 et 320×240 à 15 images par seconde au format Quicktime
- Connectique : USB, vidéo composite
- Écran LCD de 1,8 pouce - matrice active TFT de 85 000 pixels
- Batterie (×2) rechargeable Ni-MH format AA (LR6)
- Poids : 170 g sans accessoires (batterie et carte mémoire)
- Finition : argent.